# Aron Davidsen
Aron Timæus Benediktus Davidsen (* 27. April 1924 in Alluitsoq; † unbekannt) war ein grönländischer Pastor und Landesrat.

## Leben
Aron Davidsen war der Sohn des Jägers Hoseas Loth Davidsen (1886–?) und seiner Frau Marie Helene Gregersen (1888–?). Seine Eltern stammten aus der Herrnhuter Brüdergemeine. Er wurde Katechet und diente als solcher in Ostgrönland. 1967 wurde er für eine Legislaturperiode bis 1971 in den grönländischen Landesrat gewählt. Hierbei wurde er 1968 von Erinartêĸ Jonathansen vertreten. Etwa 1985 wurde er zum Pastor ordiniert.